# بنيامين بونفيل
بنيامين بونفيل (بالإنجليزية: Benjamin Bonneville)‏ كان مستكشفًا وضابطًا أمريكيًا.